# Manhari
Manhari – miejscowość w Egipcie, w muhafazie Al-Minja. W 2006 roku liczyła 12 096 mieszkańców. Zamieszkana jest głównie przez chrześcijańskich Koptów.